# Luftwaffe
Luftwaffe (njem. zračno oružje) naziv za njemačko ratno zrakoplovstvo.

## Luftwaffe u doba nacizma
Luftwaffe je utemeljena 1935. godine kada se Treći Reich ubrzano naoružavao i pripremao za osvajačke poduhvate. Njemačko zrakoplovstvo u Prvom svjetskom ratu bilo je u sastavu kopnene vojske. Njemački stratezi 1930-ih ispravno su procijenili da njemačko zrakoplovstvo mora biti razvijano kao zasebna grana oružanih snaga. Zahvaljujući iskustvu iz Prvog svjetskog rata (npr. bojnim veteranima zračnim asovima), razvijenoj tehnologiji i disciplini Luftwaffe je ubrzano jačala tako da je već za Španjolskog građanskog rata bila sposobna za važne vojne poduhvate. Njemačko civilno zrakoplovstvo (Lufthansa) veće je razvilo nekoliko tipova zrakoplova koji su u sastavu Luftwaffe našli primjenu. Prvi od takvih ranih Luftwaffinih zrakoplova bio je Ju 52, transportni zrakoplov koji je povremeno služio kao bombarder. Čelni čovjek Luftwaffe bio je Hermann Göring, a tu titulu je zadržao sve do 1945. 
Do početka Drugog svjetskog rata razvijeni su svi važniji tipovi zrakoplova koji su korišteni u ratnim zbivanjima. Lovac Messerschmitt Bf 109, bombarder za obrušavanje Junkers Ju 87 «Stuka», bombarderi Heinkel He 111, Dornier Do17 i Junkers Ju 88. Luftwaffini piloti počeli su usavršavati svoju vještinu u Španjolskom građanskom ratu u kojem su sudjelovali u sastavu legije Condor. Neposredno prije izbijanja 2. svjetskog rata, u kolovozu 1939., Nijemci su proizveli prvi mlazni zrakoplov na svijetu Heinkel He 178.

## Luftwaffe u Drugom svjetskom ratu

### Luftwaffe u prvim godinama Drugog svjetskog rata (1939. – 1941.)
Prvog rujna 1939. godine Treći Reich napao je Poljsku. Luftwaffe se pokazala veoma važnom sastavnicom u taktici Blitzkriega, Bombarderi za obrušavanje Ju 87 preciznim bombardiranjem uništavali su obrambene položaje kroz koje su zatim prodirali njemački tenkovi. Iako je poljska vojska pokazala veliku hrabrost i požrtvovnost, jednostavno je nadjačana. Luftwaffe je također imala zadatak uništiti poljsko zrakoplovstvo. Brojni poljski zrakoplovi uništeni su na tlu, a dio je oboren u ogorčenim zračnim bitkama. Nekoliko Luftwaffinih pilota već je tada postalo zračnim asovima. Pobjeda nije bila bez gubitaka: u napadu na Poljsku uništeno je oko 300 njemačkih zrakoplova. Svjetsku javnost ogorčilo je višetjedno bombardiranje Varšave u kojem je Luftwaffe sudjelovala pri čemu je nekoliko tisuća Poljaka izgubilo život. Bombardiranje Varšave došao je nadgledati i Adolf Hitler osobno.
Dok je Poljska bila izložena agresiji Trećeg Reicha i kasnije SSSR-a, na zapadu su Francuska i Velika Britanija navijestile rat nacističkoj Njemačkoj. To Poljskoj uopće nije pomoglo jer su obje države čekali da Nijemci prvi napadnu. Taj «Smiješni rat» trajao je od rujna 1939. do proljeća 1940. Tijekom tog čudnog razdoblja ni rata ni mira obje zaraćene strane su upadale su u zračni prostor protivnika najčešće zbog izviđanja ili bacanja letaka. Luftwaffe je poduzela nekoliko bombarderskih napada na britansku bazu Scapa Flow, dok je RAF bezuspješno napadao pomorsku bazu u Wilhelmshavenu i strateški otok Helgoland. 
U travnju 1940. Treći Reich napao je Dansku i Norvešku. U Danskoj nije bilo gotovo nikakvog otpora, no norveška vojska pružila je prilično jak i učinkovit otpor. Glavni problem njemačkih snaga bio je nedostatak plovila jer je Kriegsmarine posjedovala manji broj brodova od njezinih protivnika. Zato su transportni zrakoplovi Luftwaffe (Ju 52 i dr.) imali veliku važnost pri prebacivanju vojnika u Norvešku. Padobranci su uz osjetne gubitke uspjeli zauzeti strateške aerodrome oko Osla i time je započeo masovan prijevoz zrakoplovima Ju 52, Fw 200 i drugim transportnim tipovima. Na moru je Luftwaffe britanskoj mornarici nanijela nekoliko značajnih udara.
U svibnju 1940. započeo je napad Wehrmachta na Nizozemsku, Belgiju, Luksemburg i Francusku. Francusko i britansko zrakoplovstvo nije se moglo mjeriti s njemačkim. Ubojite Stuke uništavale su bombardiranjem tenkove, topničke bitnice i bunkere koji su stajali na putu njemačkim tenkovima. Padobranci su vještim desantom zauzeli stratešku belgijsku utvrdu Eben- Emal i tako olakšali munjeviti prodor prema Sjevernom moru. Prilikom prodora u Nizozemsku teško je bombardiran Rotterdam. Bombardiranje Rotterdama potaknulo je zapadne saveznike da pojačaju zračne napade na Njemačku, no to nije izmijenilo nepovoljan tijek ratnih zbivanja za njihovu stranu. Evakuaciju Britanaca kod Dunkerquea  Luftwaffe nije mogla spriječiti već samo otežati potapanjem nekoliko brodova i mitriljiranjem po vojnicima koji su se ukrcavali. 

Od srpnja 1940. Luftwaffe se počela sve više sukobljavati s RAF-om u britanskom zračnom prostoru. Ta zračna bitka za Britaniju trebala je biti uvod za invaziju Wehrmachta na Britansko otočje. Zbog velikih gubitaka nad Engleskom i početka priprema za Barbarossu od proljeća 1941. Luftwaffe je glavninu svojih snaga poslala na istok Europe. Bombardiranje Britanskog otočja se nastavilo pretežno noću i povremeno danju lovcima-bombarderima. Na Atlantiku Luftwaffe je potpomagala Kiregsmarine u napadima na britanske ratne i trgovačke brodove. Njemački zrakoplovi su povremeno napadali neprijateljske brodove bombama i torpedima, no njihova najvažnija uloga bila je dojavljivanje položaja konvoja i pribavljanje meteoroloških podataka.
Prodori Trećeg Reicha u proljeće 1941. usmjerili su se na jugoistok Europe. Luftwaffe je u tim ofenzivama predstavljala ključnu potporu. Kraljevina Jugoslavija osvojena je u munjevitom Travanjskom ratu, a tom prilikom Beograd je pretrpio teška bombardiranja. Osvajanje Grčke proteklo je uz veoma jak otpor grčke i britanske vojske, ali na kraju i taj prostor je osvojen. Zračni desant na Kretu označio je završetak kampanje u Grčkoj.
Operacija Barbarossa tj. napad na SSSR ovisio je uvelike o tome može li Luftwaffe nadvladati sovjetsko zrakoplovstvo. Već prvoga dana Crvena armija je pretrpjela teške gubitke (preko 700 uništenih zrakoplova), a takav se sličan se tempo nastavio i narednih tjedana. Na kraju su oštra zima 1941./42. i ogorčen otpor sovjetskih vojnika zaustavili prodor sila osovina pred samom Moskvom. Tijekom te iste zime Luftwaffe je pružala važnu logističku potporu transportom ratnog materijala i izvlačenjem ranjenika iz područja koja je Crvena armija okružila.

### Luftwaffe u defenzivnim borbama
Kako su njemačke ofenzive u SSSR-u zahtijevale velik broj bombardera, na zapadu Europe Luftwaffe je prešla u defenzivu. Nakon japanskog napada na Pearl Harbor Velika Britanija je počela dobivati goleme količine ratnog materijala iz SAD-a što je omogućilo RAF-u intenzivniju bombardersku ofenzivu nad zapadnom Europom. Luftwaffe je dočekala neprijateljsku ofenzivu s odlučnim otporom. Duž kanala La Manchea Nijemci su postavili radarski sustav koji im je omogućio praćenje zrakoplova. Zrakoplovna jata uz standardne lovce Messerschmitt Bf 109F i Bf 109G, dobili su od 1941.i veoma ubojite lovce Focke wulf Fw190A. Rezultat uvodnih zračnih borbi nad okupiranom zapadnom Europom bili su teški gubici RAF-a. 
U travnju 1944. Luftwaffe u upotrebu uvodi mlazne avione, ME 262 koji su na Hitlerovo inzistiranje ušli u rat kao bombarderi iako su prvenstveno dizajnirani za ulogu lovca. To je bila velika pogreška. Tek kad je Nijemcima voda došla do grla 1945. Hitler je dozvolio da se ME 262 počnu konvertirati u lovce!

## Luftwaffe u današnjoj Njemačkoj
Luftwaffe je obnovljena u Zapadnoj Njemačkoj 1955. U svom sastavu ima borbene mlažnjake i helikoptere.